# Boumi-Louetsi
La Boumi-Louetsi est un département de la province de la Ngounié au Gabon. Sa préfecture est Mbigou.